# Campionats del Món de bàdminton de 2015
Els Campionats del Món de bàdminton de 2015 van ser la XXa edició dels Campionats del Món de bàdminton, celebrats entre el 10 i el 16 d'agost de 2015 a Jakarta (Indonèsia).

## Calendari
Totes cinc competicions van començar el primer dia, acabant amb la final en la darrera jornada.
Totes les hores en horari local (UTC+07:00).
| Data               | Hora      | Ronda           |
| ------------------ | --------- | --------------- |
| 10 d'agost de 2015 | 09:00     | 64/             |
| 10 d'agost de 2015 | 09:00     | 48/             |
| 11 d'agost de 2015 | 09:00     | 64/             |
| 11 d'agost de 2015 | 09:00     | 32/             |
| 11 d'agost de 2015 | 09:00     | 48/             |
| 12 d'agost de 2015 | 09:00     | 32/             |
| 13 d'agost de 2015 | 11:00 16/ |                 |
| 14 d'agost de 2015 | 11:00     | Quarts de final |
| 15 d'agost de 2015 | 11:00     | Semifinals      |
| 16 d'agost de 2015 | 13:00     | Finals          |

## Medallistes
| Event              | Or                                        | Plata                                              | Bronze                                             |
| Individual masculí | Chen Long (CHN)                           | Lee Chong Wei (MAS)                                | Kento Momota (JPN)                                 |
| Individual masculí | Chen Long (CHN)                           | Lee Chong Wei (MAS)                                | Jan Ø. Jørgensen (DEN)                             |
| Individual femení  | Carolina Marín (ESP)                      | Saina Nehwal (IND)                                 | Sung Ji-hyun (KOR)                                 |
| Individual femení  | Carolina Marín (ESP)                      | Saina Nehwal (IND)                                 | Lindaweni Fanetri (INA)                            |
| Dobles masculí     | IndonèsiaMohammad Ahsan · Hendra Setiawan | R.P. de la XinaLiu Xiaolong · Qiu Zihan            | Corea del SudLee Yong-dae · Yoo Yeon-seong         |
| Dobles masculí     | IndonèsiaMohammad Ahsan · Hendra Setiawan | R.P. de la XinaLiu Xiaolong · Qiu Zihan            | JapóHiroyuki Endo · Kenichi Hayakawa               |
| Dobles femení      | R.P. de la XinaTian Qing · Zhao Yunlei    | DinamarcaChristinna Pedersen · Kamilla Rytter Juhl | IndonèsiaNitya Krishinda Maheswari · Greysia Polii |
| Dobles femení      | R.P. de la XinaTian Qing · Zhao Yunlei    | DinamarcaChristinna Pedersen · Kamilla Rytter Juhl | JapóNaoko Fukuman · Kurumi Yonao                   |
| Dobles mixtes      | R.P. de la XinaZhang Nan · Zhao Yunlei    | R.P. de la XinaLiu Cheng · Bao Yixin               | IndonèsiaTontowi Ahmad · Liliyana Natsir           |
| Dobles mixtes      | R.P. de la XinaZhang Nan · Zhao Yunlei    | R.P. de la XinaLiu Cheng · Bao Yixin               | R.P. de la XinaXu Chen · Ma Jin                    |

## Medaller
| Posició | País            | Or | Plata | Bronze | Total |
| 1       | R.P. de la Xina | 3  | 2     | 1      | 6     |
| 2       | Indonèsia       | 1  | 0     | 3      | 4     |
| 3       | Espanya         | 1  | 0     | 0      | 1     |
| 4       | Dinamarca       | 0  | 1     | 1      | 2     |
| 5       | Malàisia        | 0  | 1     | 0      | 1     |
| 5       | Índia           | 0  | 1     | 0      | 1     |
| 6       | Japó            | 0  | 0     | 3      | 3     |
| 7       | Corea del Sud   | 0  | 0     | 2      | 2     |
| Total   | Total           | 5  | 5     | 10     | 20    |